# 달랏-탑참선

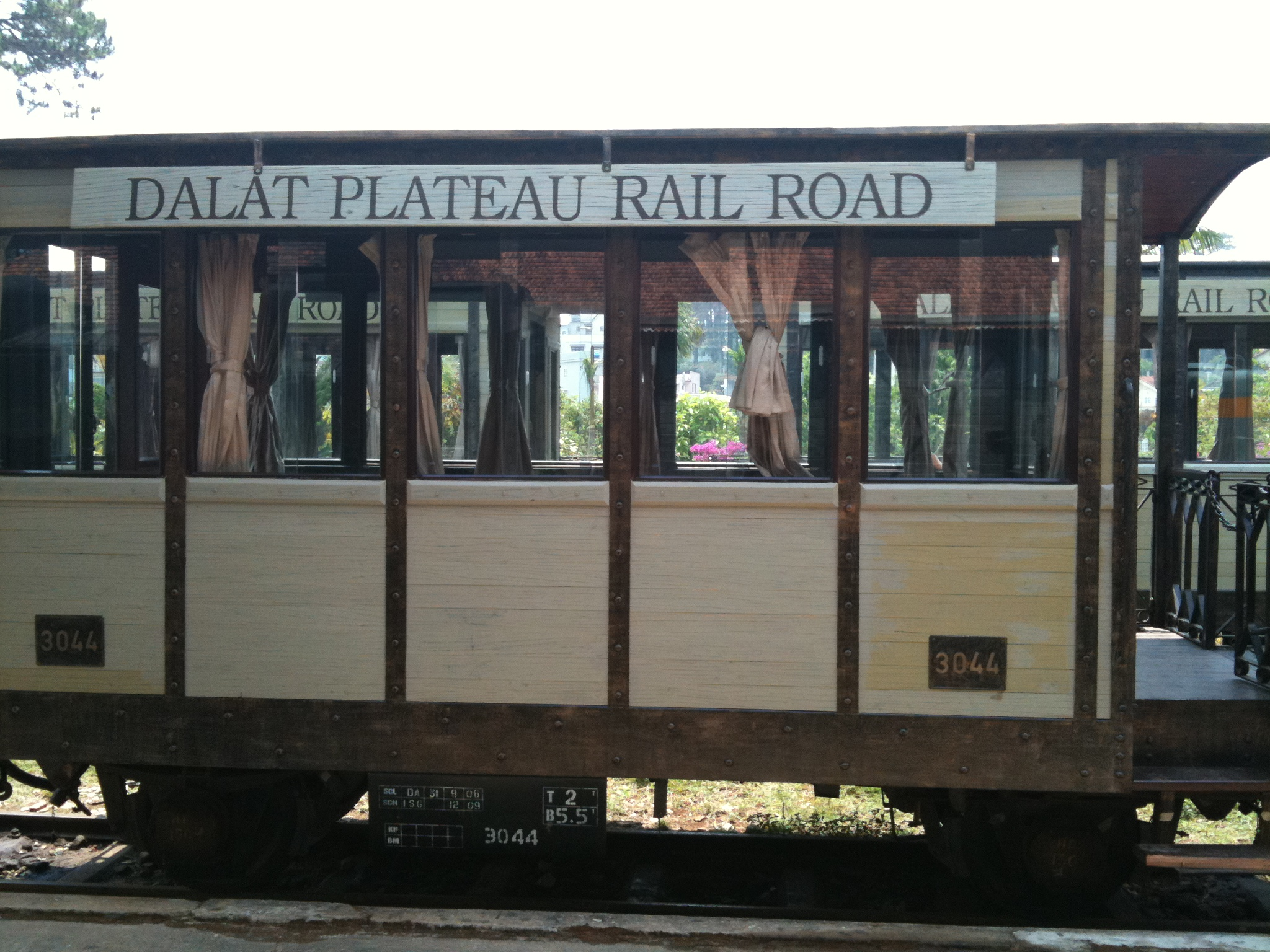
새로 제작된 철도 차량, 달랏역, 현재는 관광 열차로만 사용됨

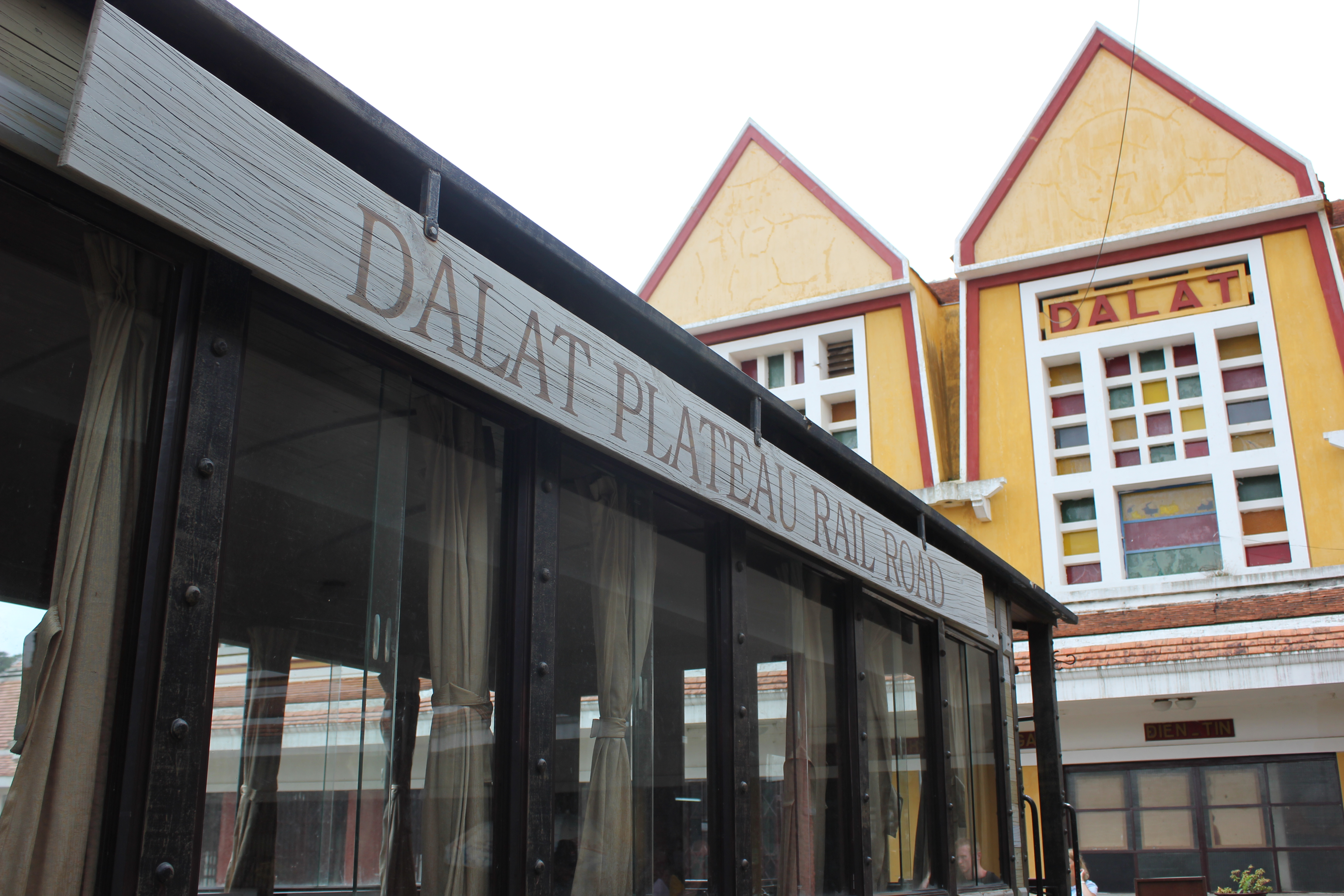
달랏역

달랏-탑참선(Đường sắt Đà Lạt-Tháp Chàm) 또는 달랏-판랑선(Đường sắt Đà Lạt-Phan Rang)은 베트남의 달랏에서 짜이맛에 이르는 84km에 이르는 랙 철도이다. 달랏과 닌투언성의 탑참에 있는 남북선을 연결한다. 이 노선은 1903년부터 30년간의 건설 단계를 거쳐 1932년 프랑스령 인도차이나 정부에 의해 설립되었다. 첫 번째 구간은 탑참에서 송파까지 41km이다. 그리고 송파에서 달랏까지 43km를 달리는 두 번째 구간은 1932년에 개통되었다. 산악 지형으로 인해, 송파 – 달랏 구간은 3개의 구간에 랙 레일을 사용하였고, 5개의 터널을 포함한다. 달랏-탑참선은 때때로 그 철도에서 사용되는 랙을 프랑스어로 일컫는 크레메르(Crémaillère) 철도로 불렸다.
베트남 전쟁 중 폐기된 이 노선은 1975년 북베트남 승리 이후 점차 철거되었으며, 그 인프라는 심하게 손상된 남북 철도 노선을 수리하는 데 사용되었다. 1990년대 달랏 기차역과 인근 짜이맛 마을 사이의 7km 구간이 복원되어 관광 명소로 활발하게 이용되었다. 복원된 철도 차량의 이름은 “달랏고원 철도”로 표시되었지만, 전체 노선이 사용 중일 때는 이 이름이 사용되지 않았다. 성 정부와 지방 정부의 지원을 받는 제안된 갱신 프로젝트는 여객 및 화물 운송을 모두 처리하기 위해 달랏-탑참선 전체를 복원하는 것을 목표로 했다. 박당 호텔 단지 거래 - 서비스 합자회사는 테디 사우스사(Tedi South Corporation), 베트남 교통부, 럼동성 관계당국, 달랏 TK 엔터테인먼트(Dalat TK Entertainment Ltd. 커티스 "킹" 코박 포함)와 함께 철도를 재건하기 위한 국제 금융과 철도 전문지식을 확보하기 위한 노력을 주도하고 있다.

## 역사

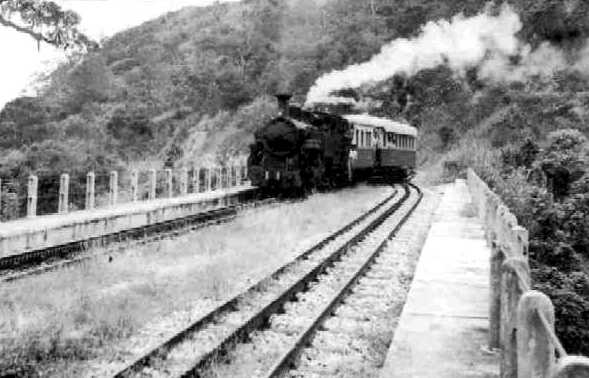
달랏-탑참선을 달리는 열차

달랏–탑참선은 1897년부터 1902년까지 프랑스령 인도차이나 총독으로 재직하면서 폴 두메르 가 계획한 계획을 수정한 것이다. 1898년 프랑스 정부의 승인을 받은 두메르의 야심찬 계획에는 윈난을 포함한 여러 철도 노선이 포함되었다. 하이퐁 해안 도시와 중국 윈난성의 쿤밍시를 연결하는 윈난-베트남 철도, 하노이와 사이공을 잇는 남북선 등이 포함되어 있었다. 두메르의 원래 계획은 중국 광시성에서 라오스의 사반나케트, 그리고 사이공에서 캄보디아 프놈펜으로 이어지는 지선과 함께 꾸이년에서 중부고원의 꼰뚬까지 연결되는 연결선 등 인도차이나의 다른 부분을 연결하기 위해 몇 개의 지선을 더 요구했다. 이후 하노이-동당선이 광시성으로 철도 연결을 허용하고, 라오스로의 탄압-탁헥의 첫 17km는 공사가 포기되기 전에 건설되었지만, 이들 다른 노선은 일체 시행되지 않았다. 그러나 두메르의 계획은 2억 프랑의 비용을 들여 닌투언성의 달랏과 탑참을 연결하는 철도 연결을 제공하기 위해 채택되었다.

### 건설
가파른 경사면에서 지그재그 철도를 건설한 경험이 있는 스웨덴 엔지니어들이 이 노선을 완성하기 위해 고용되었다. 초기 조사는 1898년에 이루어졌으며, 1908년 탑참- 송파 구간에서 건설이 시작되었다. 1913년경, 트랙은 떤미에 이르렀으며, 첫 번째 열차는 이 노선의 일부를 사용하기 시작했다. 나머지 탑참-송파 구간은 1919년에 문을 열고 첫 번째 건설 단계를 완료했다. 두 번째 단계는 송파(Krongpha)의 내륙 산악 지형으로 인해 비교적 많은 시간이 소요되었다. 송파에서 에오조 (Bellevue)까지의 다음 구간은 지도에서 길이가 10km에 불과했지만, 경사도(120‰)는 랙과 피니언 시스템을 사용해야 했다. 송파–에오조 구간은 1928년에 완성되었다. 다음 구간은 에오조(Eo Gió)에서 돈즈엉(Dran)에 이르기는 비교적 평평한 곳으로 1929년에 완공되었다. 돈즈엉에서 짬하인(Arbre Broyé)까지, 이번에는 다른 길이의 랙 레일이 놓여졌다. 이 구간은 1930년에 완성되었다. 짬하인에서 달랏까지 남은 거리는 해발 1,500m의 럼비엔고원을 가로질러 가장 난이도가 높았다. 지형은 짬하인에서 다토(Le Bosque)까지 비교적 평평했지만, 3개의 철도 터널 건설이 필요했다. 마지막으로 다토-짜이맛 구간은 60‰ 경사도의 최종 랙 철도 구간이 놓여졌다. 1932년 마침내 철로가 달랏에 도달했다. 송파와 달랏을 연결하는 구간은 길이가 43km에 불과했지만, 3개의 랙 철도 구간과 5개의 터널이 있는 구불구불한 길을 따라 거의 1,400m로 올라갔다. 이 지역에 건설된 최초의 식민지 스타일 건물 중 하나인 달랏역은 1938년에 완공되었다.

### 폐기
베트남 전쟁 내내 베트남 철도망 전체는 북베트남과 남베트남군에 의한 폭격과 파괴의 대상이었다. 달랏-탑참선도 예외는 없었다. 베트콩의 파괴와 지뢰에 시달리면서 이 노선은 점차 사용이 중단되었으며 1968년에 정규 운영이 끝났다.
1975년 4월 30일, 사이공 함락 이후 새로 통일된 베트남 공산당 정부는 과거 남베트남 철도를 통제했다. 북베트남과 남베트남군과 그 동맹국에 의한 폭격과 파괴에 크게 피해를 입었기 때문에, 1976년 12월 31일, 전쟁으로 인해 남북 철도 노선이 베트남 통일의 상징으로 선전했다. 달랏-탑참 선과 같은 많은 버려진 철로가 본선 수리를 위한 재료를 제공하기 위해 철거되었다. 사용되지 않은 부품은 고철로 판매되었다.

### 복원

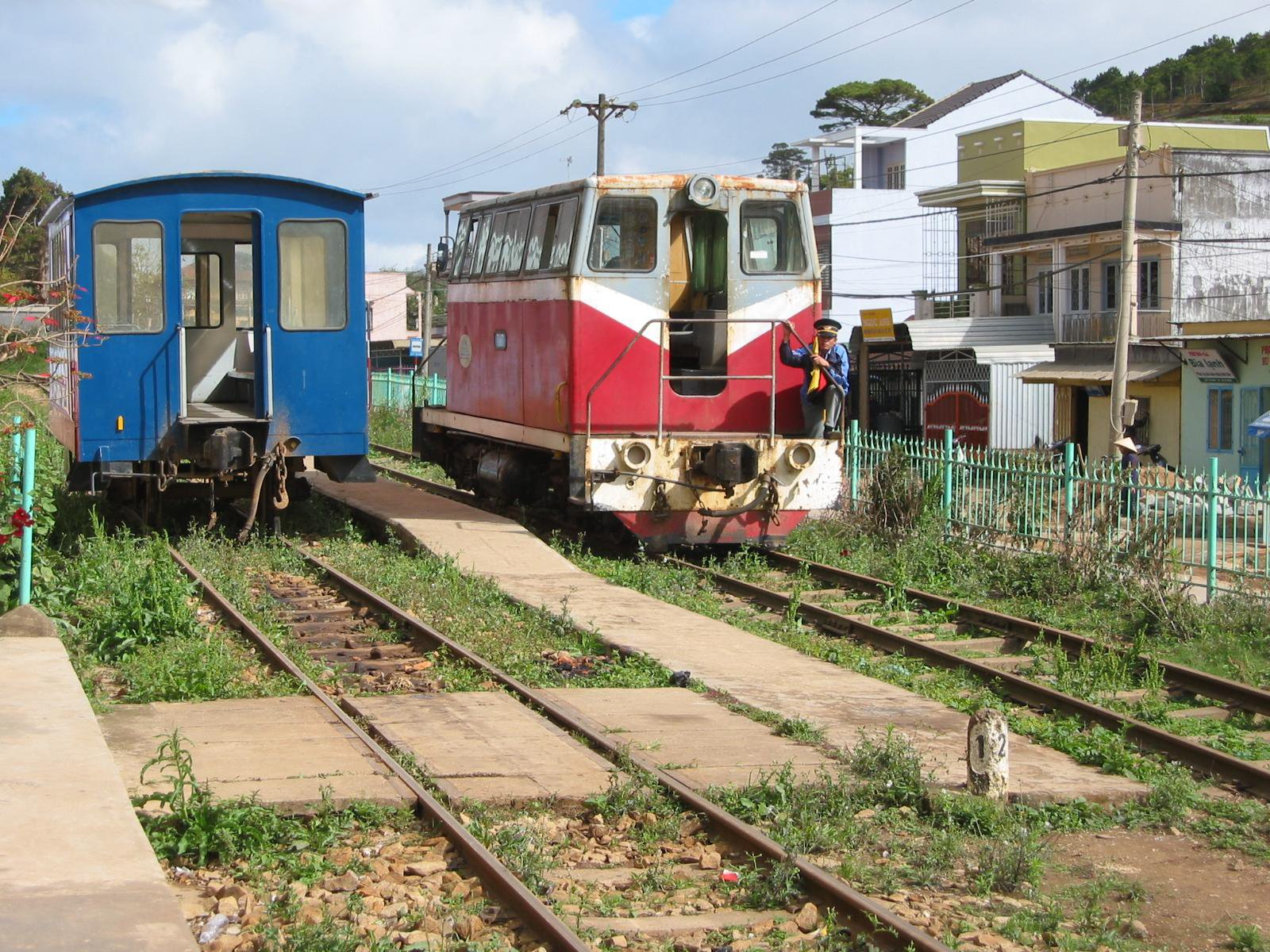
짜이맛역의 귀환을 준비하는 디젤 열차

1990년대에는 달랏 기차역과 근처의 짜이맛 마을 사이의 7km 구간이 복원되어 관광 명소로 활발하게 이용되었다. 이후 공개된 2002년 계획서에는 달랏역과 여객 및 화물 운송을 취급하기 위한 노선을 따라 달랏역과 기타 역의 고도화 등 달랏-탑참선의 인프라 개발 우선순위로 올렸다. 제안된 재건 계획은 성 정부와 지방 정부의 지원을 받았으며, 국가 정부는 철도 재건에 민간 기업도 참여할 수 있도록 할 것임을 밝혔다. 이 프로젝트에는 베트남전 이후 처음으로 달랏과 나머지 국가들 사이를 열차가 순환할 수 있도록 하는 탑참의 남북 철도 연결도 포함될 것이다. 2009년 12월, 1930년대 달랏-짜이맛 관광 철도에서 사용된 것처럼 보이는 관광 열차가 복원되어 4대의 철도 차량이 “달랏고원 철도”라고 쓰여진 표지판으로 운행되고 있다.

## 철도역

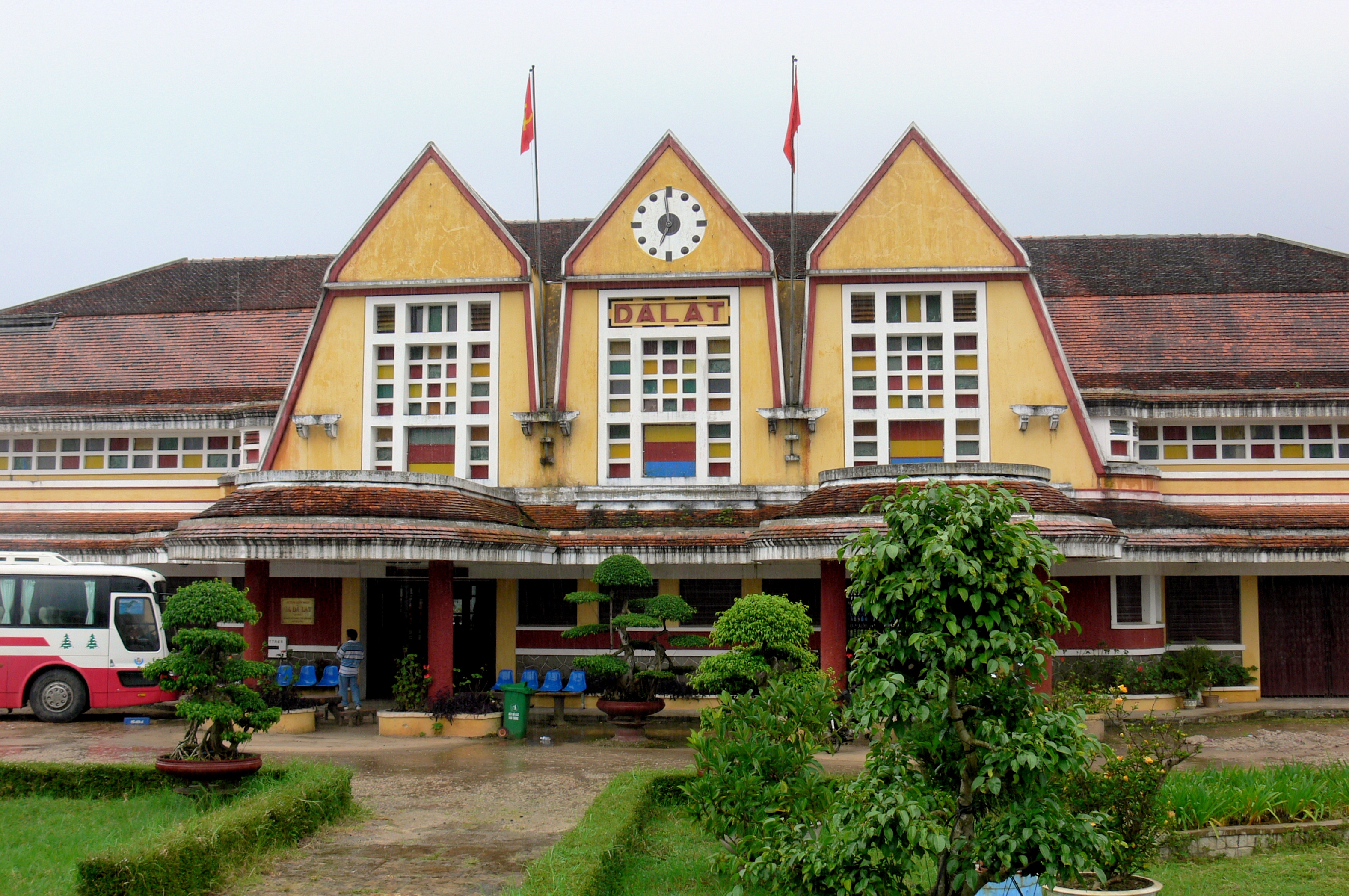
달랏역

1938년에 지어진 달랏역은 프랑스 건축가 몽셋과 르브롱에 의해 아르 데코 스타일로 설계되었지만, 베트남 중부 고지대의 까오 응우옌 공동 건물의 높은 뾰족한 지붕 특성이 통합되어 있다. 달랏의 상징적인 랑비앙산(Lang Biang)의 3개의 봉우리를 나타내는 3개의 박공은 노르망디의 트루빌-도빌역을 연상시킨다. 지붕, 아치형 천장과 색유리창이 있는 달랏역의 독특한 디자인은 2001년에 국가 역사 기념물로 인정받았다. 노선을 따라 있는 여러 역들이 달랏역과 비슷한 디자인을 공유한다.
| Km | 욕     | 시/방      | 고도   | 참고                        | 지도 |
| 0  | 탑참   | 판랑-탑참  | 32m    | 남북선과 연결               | map  |
| 22 | 떤미   | 떤미       |        |                             |      |
| 41 | 송파   | 송파       | 186m   | aka Krongpha                | map  |
| 47 | 꼬보   | 꼬보       | 663m   | aka K'Beu, 응오안묵 고개    | map  |
| 51 | 에오조 | 에오조     | 991m   | aka Bellevue, 응오안묵 고개 | map  |
| 56 | 돈즈엉 | 돈즈엉     | 1,016m | aka Dran                    | map  |
| 62 | 참하인 | 참하인     | 1,514m | aka Arbre Broyé             | map  |
| 66 | 꺼우닷 | 꺼우닷     | 1,466m | aka Entrerays               | map  |
| 72 | 다토   | 다토       | 1,402m | aka Le Bosquet              | map  |
| 77 | 짜이맛 | 짜이맛     | 1,550m |                             | map  |
| 84 | 달랏   | 10방, 달랏 | 1,488m |                             | map  |

## 기반시설
달랏–탑참선의 산악 지형에는 3개의 랙 철도 구역과 5개의 터널을 건설해야 했다. 총 34km의 랙 레일이 배치되었다. 송파에서 에오조(Eo Gio)에 이르는 첫 번째 구간의 경사도가 120‰(8.3의 12% 또는 1)에 이른다. 돈즈엉에서 짬하인까지 두 번째 구간의 경사도는 115‰이다.(11.5% 또는 8.33). 다토와 짜이맛 사이의 세 번째이자 마지막 구간은 60‰ 16.67의 6% 또는 1)이다. 송파와 어지오 사이의 첫 번째 랙 철도 구간을 따라 두 개의 터널이 만들어졌다. 하나는 길이가 163m이고 다른 하나는 송파와 꼬보(K'Beu) 사이에 있으며, 꼬보와 어지오 사이에서 70m 길이로 존재한다.
다음 터널은 짬하인과 꺼우닷 사이 지점까지 630m로 가장 길었다. 마지막으로 꺼우닷과 다토 사이에 두 개의 터널이 추가로 건설되었으며, 첫 번째 길이는 98m이고, 두 번째 길이는 129m이다. 전신주도 철로를 따라 지어졌다.

## 열차

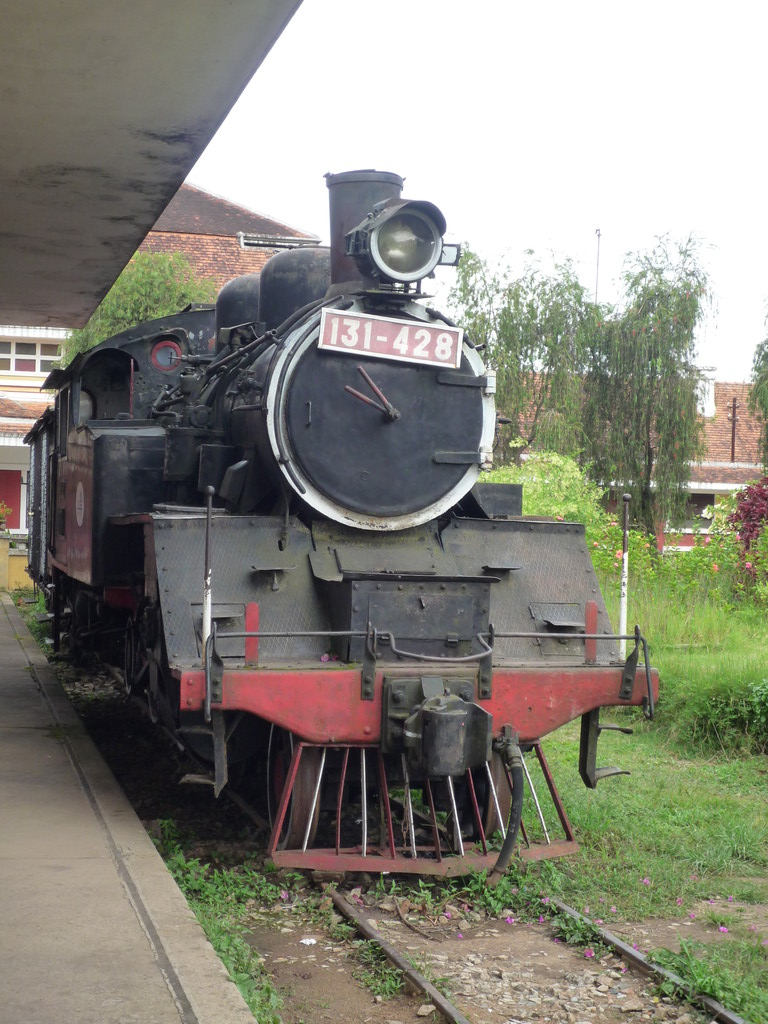
달랏역의 증기기관차

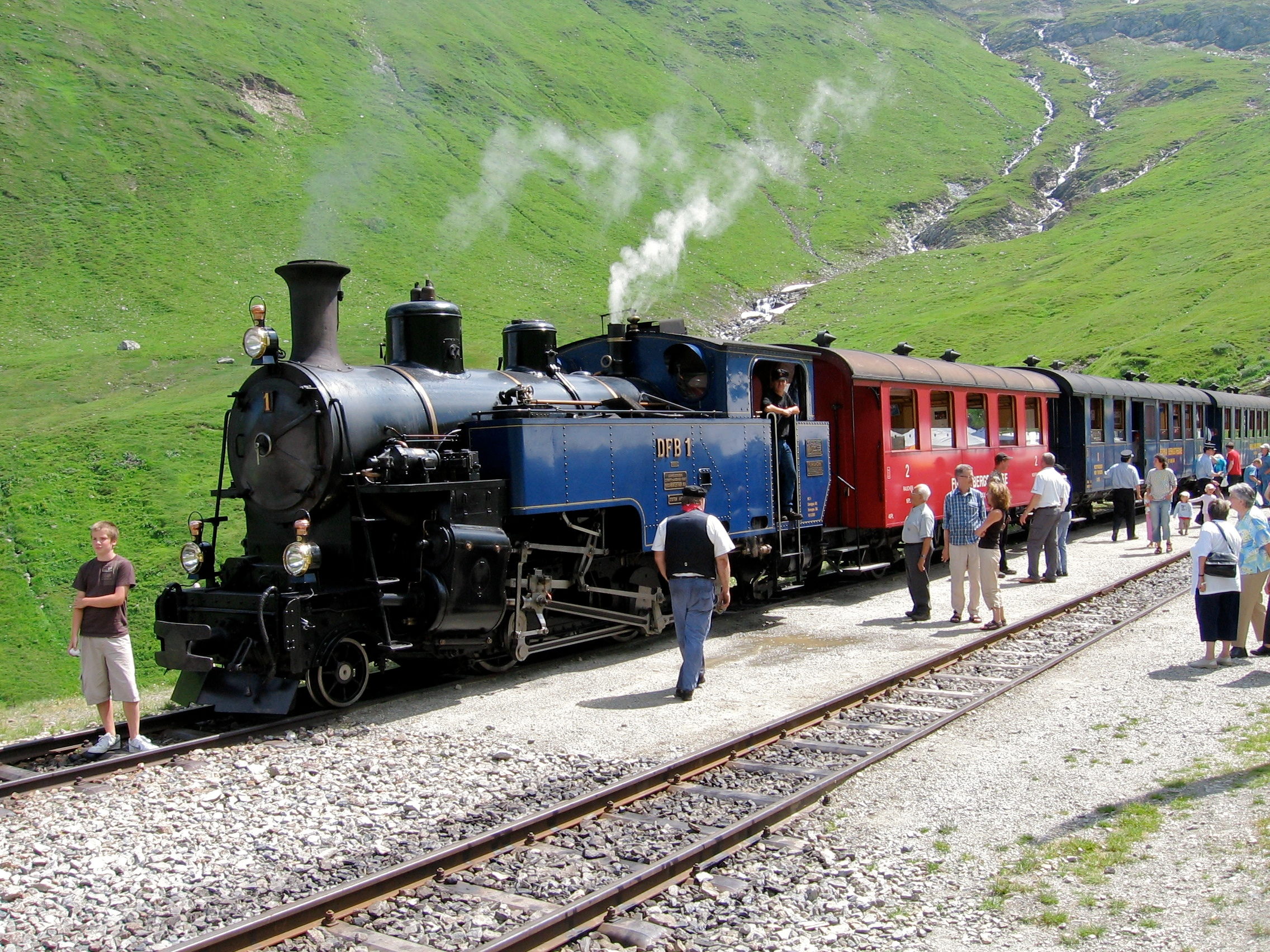
퍼카 탬프반 VHX 31-201 사이의 1번 차량

### 증기기관차
철도 노선의 첫 구간이 개통된 직후, 프랑스 회사인 Des Chemins De Fer De L'Indochine (CFI)는 랙 구간에도 사용될 수 있는 톱니바퀴 기관차를 수입하기 시작했다. CFI는 1924년 스위스 제조업체인 SLM Winterthur(독일어: Schweizerische Lokomotiv- und Maschinenfabrik)로부터 5대의 HG 4/4형 기관차를 구입했다. 1929년 독일 기관차 ME는 소위 ‘전쟁배상금’이라는 스위스 계획에 따라 만들어졌다. 1930년에 SLM은 또 다른 2대의 기관차를 제공하여 9대를 운용할 수 있게 되었다. 이 기관차는 301에서 309까지의 숫자로 전달되었으며, 이후 CFI 40-301에서 CFI 40-309까지의 일련번호가 부여되었다.
제2차 세계 대전 중에 인도차이나의 일본 점령기 동안 4대의 기관차(301, 305, 307 및 309)가 파괴되었다. 1947년, 몇 년 전에 선을 전기화한 스위스 퍼카 오베랄프(Swiss Furka-Oberalp) 회사로부터 유사하지만 약간 덜 강력한 기관차 네 대를 구입할 수 있었다. 이것들은 HG 3/4- 타입의 기관차였다.(부여된 일련번호 CFI 31-201 ~ 31-204) 프랑스령 인도차이나가 해체된 후 기관차는 베트남 철도 회사인 베트남 호아샤로 이전되었다. 일련번호는 동일하게 유지되었지만, 접두사가 CFI 대신 VHX로 사용되었다. 기관차는 증기로 작동하여 600–820cv의 견인력을 가지고 있었다.
퍼카 오베랄프 증기 기관차의 유물은 스위스 퍼카 헤리티지 철도에 의해 두 기관차 40-304 및 40-308과 함께 재구매되었다. 복원된 원래 퍼카 랙 라인에서 사용하도록 고안되었다. 두 기관차 (31-201 및 31-204)는 원래의 번호 1번과 9번을 사용하여 운행 서비스를 하고 있다.
| 부여 번호       | CFI/VHX 번호 | 제작 년도 | 제작 번호 | 역사                                                    | 현재                                                                           |
| --------------- | ------------ | --------- | --------- | ------------------------------------------------------- | ------------------------------------------------------------------------------ |
| 701             | 40-301       | 1924      | SLM 2937  | 제2차 세계 대전 때 파괴                                 | -                                                                              |
| 702             | 40-302       | 1924      | SLM 2938  | 1967년 전쟁에서 손상, remains in Cau Dat                | ?                                                                              |
| 703             | 40-303       | 1924      | SLM 2939  |                                                         | ?                                                                              |
| 704             | 40-304       | 1924      | SLM 2940  | 1990년 달랏에서 스위스로 역수입                         | restored to working condition. Currently awaiting public transport permission. |
| 705             | 40-305       | 1924      | SLM 2941  | 제2차 세계 대전 때 파괴                                 | -                                                                              |
| 706             | 40-306       | 1929      | ME 4227   | Thap Cham, parts 1997 to Switzerland                    | ?                                                                              |
| 707             | 40-307       | 1929      | ME 4228   | 제2차 세계 대전 때 파괴 II                              | -                                                                              |
| 708             | 40-308       | 1930      | SLM 3413  | 1990년 달랏에서 스위스로 역수입t                        | stored DFB                                                                     |
| 709             | 40-309       | 1930      | SLM 3414  | 제2차 세계 대전 때 파괴                                 | -                                                                              |
| BFD/FO HG 3/4 1 | 31-201       | 1913      | SLM 2315  | 1947년 베트남 도입; 1990년 달랏에서 역수입, 1993년 복원 | DFB 1 "Furkahorn"                                                              |
| BFD/FO HG 3/4 2 | 31-202       | 1913      | SLM 2316  | 1947년 베트남 도입; 1990년 송파에서 부분 역수입         | stored DFB for parts                                                           |
| BFD/FO HG 3/4 8 | 31-203       | 1914      | SLM 2418  | 1947년 베트남 도입; 1990년 탑참에서 부분 역수입         | stored DFB for parts                                                           |
| BFD/FO HG 3/4 9 | 31-204       | 1914      | SLM 2419  | 1947년 베트남 도입; 1990년 달랏에서 역수입, 1993년 복원 | DFB 9 "Gletschhorn"                                                            |

## 같이 보기
- 베트남의 철도